# Дзялынский, Станислав (ум. 1617)
Станислав Дзялынский (пол. Stanisław Działyński; после 1547 — декабрь 1617) — государственный и военный деятель Речи Посполитой, каштелян эльблонгский (1588—1611), воевода мальборкский (1611—1613) и воевода хелминский (1613—1617).

## Биография
Представитель польского дворянского рода Дзялынских герба «Огоньчик». Сын Яна Дзялынского (1510—1583) и Эльжбеты Вилькановской. Братья — Сильвестр, Николай и Эразм.
Вероятно, он получил образование в иезуитском коллегиуме в Бранево. Он был придворным короля Речи Посполитой Стефана Батория. Принимал участие в Гданьском походе Батория в 1577 году во главе кавалерийского отряда. Сражался под Полоцком в 1579 году и Псковом (1581—1582 гг.) во время Ливонской войны. 24 января 1588 года он получил Эльблонгский замок от короля Сигизмунда III Вазы после смерти Адама Валевского.
7 мая 1596 года на генеральном сейме в Варшаве он был назначен посланником Речи Посполитой к герцогу Карлу Сёдерманландскому и шведскому сенату, из-за растущего конфликта между Сигизмундом III Вазой и его дядей принцем Карлом, служивший регентом Швеции. 6 октября 1596 года Станислав Дзялынский выступил с речью перед герцогом Карлом и шведскими сенаторами в Стокгольме. В своей речи он представил позицию и требования Речи Посполитой.
Вернувшись из миссии, Станислав Дзялынский представил о ней доклад на генеральном собрании в Варшаве в 1597 году. Во время заседаний собрания он выступал за быструю оборонительную подготовку против надвигающегося нападения шведов. На прусском сеймике в Грудзёндзе в 1597 году он был избран распорядителем принятого налога. В 1600 и 1601 годах он избирался шляхтой 
 Хелмненского воеводства депутатом Прусского сеймика и одновременно депутатом вального сейма. Будучи депутатом от Хелмненского воеводства на вальный сейм в 1601 году, он подал королю Сигизмунду III жалобу на нарушение привилегий, назначив Вавжинца Гембицкого епископом Хелмно, тогда как это епископство должно было получить коренного жителя из Пруссии. В 1602 году получил пост старосты толкмицкого. В 1606 году он снова стал членом Коронного сейма от Хелмненского воеводства. В конце 1611 года он получил должности старосты рогозиинского и воеводы мальборкского. Также в 1611 году он был избран Варшавским сеймом комиссаром комиссии по Княжеской Пруссии. Вместе с другими комиссарами он отправился в Кенигсберг весной 1612 года. Комиссары приняли ленный оммаж на верность польской короны от Иоганна Сигизмунда Гогенцоллерна. В декабре 1613 года вальный сейм принял меры по удовлетворению требований солдатских конфедераций, созданных после войны с Русским государством. Сейм назначил четыре комиссии по платежам. Станислав Дзялынский вошел в состав комиссии, назначенной в Быдгощ. 26 сентября 1615 года Станислав Дзялынский стал новым хелминским воеводой.
В декабре 1617 года Станислав Дзялынский скончался.

## Семья
Станислав Дзялынский женился на Елене Племенцкой, дочери Яна Племенцкого, старосты ковальского. У него было четыре сына и одна дочь:
- Ян Дзялынский (1590—1648) — воевода хелминский
- Михал Еразм Дзялынский (умер 1657) — епископ вармийский и каменецкий
- Станислав Дзялынский (ум. 1643), каштелян гданьский и хелминский
- Николай Дзялынский
- Эльжбета Дзялынская